# Czernyszy (Mierlinskoje)
Czernyszy (ros. Черныши) – wieś (ros. деревня, trb. dieriewnia) w zachodniej Rosji, w osiedlu wiejskim Mierlinskoje rejonu krasninskiego w obwodzie smoleńskim.

## Geografia
Miejscowość położona jest nad Łoswinką, 1 km od drogi federalnej R135 (Smoleńsk – Krasnyj – Gusino), 9,5 km od centrum administracyjnego osiedla wiejskiego (Mierlino), 5,5 km od centrum administracyjnego rejonu (Krasnyj), 43,5 km od Smoleńska, 13,5 km od najbliższej stacji kolejowej (Gusino).
W granicach miejscowości znajdują się ulice: Czerniachowskogo, Krinicznaja.

## Demografia
W 2010 r. miejscowość liczyła 12 mieszkańców.